# Ophidion
Ophidion is een geslacht van straalvinnige vissen uit de familie Ophidiidae. De wetenschappelijke naam van het geslacht werd in 1758 gepubliceerd door Carl Linnaeus.

## Soorten
- Ophidion antipholus R.N. Lea & C.R. Robins, 2003
- Ophidion asiro (D.S. Jordan & Fowler, 1902)
- Ophidion barbatum Linnaeus, 1758
- Ophidion dromio R.N. Lea & C.R. Robins, 2003
- Ophidion exul C.R. Robins, 1991
- Ophidion fulvum (Hildebrand & F.O. Barton, 1949)
- Ophidion galeoides (C.H. Gilbert, 1890)
- Ophidion genyopus (J.D. Ogilby, 1897)
- Ophidion grayi (Fowler, 1948)
- Ophidion guianense R.N. Lea & C.R. Robins, 2003
- Ophidion holbrookii Putnam, 1874
- Ophidion imitator R.N. Lea, 1997
- Ophidion iris Breder, 1936
- Ophidion josephi Girard, 1858
- Ophidion lagochila (J.E. Böhlke & C.R. Robins, 1959)
- Ophidion lozanoi Matallanas, 1990
- Ophidion marginatum De Kay, 1842
- Ophidion metoecus C.R. Robins, 1991
- Ophidion muraenolepis Günther, 1880
- Ophidion nocomis C.R. Robins & J.E. Böhlke, 1959
- Ophidion puck R.N. Lea & C.R. Robins, 2003
- Ophidion robinsi Fahay, 1992
- Ophidion rochei J.P. Müller, 1845
- Ophidion saldanhai Matallanas & Brito, 1999
- Ophidion scrippsae (C.L. Hubbs, 1916)
- Ophidion selenops C.R. Robins & J.E. Böhlke, 1959
- Ophidion smithi (Fowler, 1934)
- Ophidion welshi (Nichols & Breder, 1922)